# بی‌دی زرافه
بی‌دی زرافه یک ستاره است که در صورت فلکی زرافه قرار دارد.